# Dianópolis
Dianópolis este un oraș în Tocantins (TO), Brazilia.